# Лисичники
Лисичники (укр. Лисичники) — село в Залещицкой городской общине Чортковского района Тернопольской области Украины.
До 2020 года входило в Залещицкий район.
Код КОАТУУ — 6122084702. Население по переписи 2001 года составляло 713 человек.

## Географическое положение
Село Лисичники находится на правом берегу реки Серет,
ниже по течению на расстоянии в 2 км расположено село Касперовцы,
на противоположном берегу — село Голограды.

## История
- 1641 год — дата основания.

## Объекты социальной сферы
- Школа I—II ст.
- Клуб.

## Достопримечательности
- Братская могила советских воинов.